# D제2덕
《D제2덕》은 대한민국의 남성 그룹 DJ DOC의 정규 3집 음반으로, 1996년 1월 10일에 발매되었다. 타이틀 곡은  "겨울 이야기"이다.

## 요약
1996년 1월 10일 발매한 DJ DOC의 세 번째 정규 앨범이다. 2집이 밀리언셀러를 기록하면서 얻은 대중적 인기를 확고하게 다지는 데 기여한 음반이다. 타이틀곡 <겨울이야기>와 <미녀와 야수 (Ok? Ok?)>가 지상파 TV 가요 순위 프로그램 1위를 기록했다.

## DJ DOC의 최고 전성기에 기여한 윤일상
전작의 히트곡 <머피의 법칙>으로 스타덤에 올라선 DJ DOC는 프로듀서 신철(DJ철이)의 지휘 아래 3집을 작업했다. DJ DOC 3집은 1995년 12월 아세아레코드에서 CD와 카세트테이프로 동시 발매했다. 앨범에는 총 10곡을 수록했다.
전작과 달리 이 앨범에서는 작곡가 윤일상이 대부분의 수록곡을 작곡하며 음악적 방향을 통제했다. 당시 윤일상은 미스터투(Mr.2)의 <난 단지 나일뿐>, 벅(Buck)의 <가면놀이> 등 히트곡을 내면서 주목받기 시작한 신인 작곡가였다.
신철은 윤일상의 곡을 듣고 그를 직접 찾아가 DJ DOC의 새 음반을 위한 곡 작업을 요청했다. 패기로 가득했던 윤일상은 “걱정하지 말라, 좋은 음반 만들어 드리겠다”고 호언장담했다. 그의 말대로 이 앨범은 전작보다 더 크게 히트했다.

## 트랙리스트
| #            | 제목                                | 작곡         | 재생 시간 |
| ------------ | ----------------------------------- | ------------ | --------- |
| 1.           | 〈1996. Shout Out〉                 |              | 1:01      |
| 2.           | 〈겨울 이야기〉                     |              | 3:56      |
| 3.           | 〈Remember (그녀의 속눈썹은 길다)〉 | 윤일상       | 4:17      |
| 4.           | 〈미녀와 야수 (OK? OK!)〉           | 윤일상       | 3:43      |
| 5.           | 〈나의 성공담〉                     |              | 4:15      |
| 6.           | 〈사랑하기 때문에〉                 |              | 4:20      |
| 7.           | 〈Safety Zone From H.I.V〉          |              | 3:55      |
| 8.           | 〈A.P.T〉                           |              | 3:24      |
| 9.           | 〈Good Bye (Lately)〉               |              | 6:07      |
| 10.          | 〈겨울 이야기 (Remix)〉             |              | 3:53      |
| 총 재생 시간 | 총 재생 시간                        | 총 재생 시간 | 38:51     |